# Matilla de los Caños del Río
Matilla de los Caños del Río là một đô thị ở tỉnhSalamanca, phía tây Tây Ban Nha, cộng đồng tự trị Castile-Leon. Đô thị này có cự ly 34 kilômét so với thành phố tỉnh lỵ Salamanca và có dân số only 705 người.

## Địa lý
Đô thị này có diện tích 69.29 km².
Đô thị này nằm ở khu vực có độ cao 818 metres trên mực nước biển.
Mã số bưu chính là 37450.